# Hellas Verona Football Club 2005-2006
Questa voce raccoglie le informazioni riguardanti l'Hellas Verona Football Club nelle competizioni ufficiali della stagione 2005-2006.

## Stagione
Nella stagione 2005-2006 l'Hellas Verona disputa il campionato di Serie B, raccoglie 49 punti con il 15º posto in classifica. Gli scaligeri allenati da Massimo Ficcadenti disputano un discreto girone di andata, chiuso con un bottino di 31 punti. Poi nel girone di ritorno perdono il passo, raccolgono solo 18 punti, raggiungendo comunque la salvezza, senza troppi patemi, il torneo viene chiuso in calo con tre lunghezze sopra la zona Play-out. In evidenza con 15 reti realizzate dal brasiliano Adailton nella sua settima ed ultima stagione al Verona. Nella Coppa Italia che da questa stagione, almeno nei primi tre turni è tornata ad eliminazione diretta, in gara unica, i gialloblù nel primo turno hanno superato il Teramo, mentre nel secondo turno sono stati eliminati dal torneo dal Piacenza.

## Divise e sponsor
Il fornitore di materiale fu Legea, lo sponsor ufficiale invece Clerman.
| Casa | Trasferta | Terza divisa |

## Rosa
| N. |                      | Ruolo | Calciatore         |
| -- | -------------------- | ----- | ------------------ |
| 1  | Italia (bandiera)    | P     | Gianluca Pegolo    |
| 2  | Italia (bandiera)    | D     | Mattia Cassani     |
| 3  | Italia (bandiera)    | D     | Dario Biasi        |
| 4  | Italia (bandiera)    | C     | Alessandro Mazzola |
| 5  | Italia (bandiera)    | D     | Alberto Comazzi    |
| 6  | Italia (bandiera)    | D     | Andrea Dossena     |
| 6  | Galles (bandiera)    | A     | Craig Davies       |
| 7  | Italia (bandiera)    | C     | Luca Matteassi     |
| 7  | Italia (bandiera)    | C     | Gianni Munari      |
| 8  | Italia (bandiera)    | C     | Vincenzo Italiano  |
| 9  | Italia (bandiera)    | A     | Salvatore Aurelio  |
| 10 | Brasile (bandiera)   | A     | Adaílton           |
| 11 | Italia (bandiera)    | C     | Tiberio Guarente   |
| 12 | Italia (bandiera)    | P     | Luca Loschi        |
| 12 | Italia (bandiera)    | P     | Mattia Fornari     |
| 13 | Australia (bandiera) | P     | Jess Vanstrattan   |
| 14 | Francia (bandiera)   | A     | Julien Rantier     |
| 15 | Italia (bandiera)    | D     | Simone Bonomi      |

| N. |                    | Ruolo | Calciatore             |
| -- | ------------------ | ----- | ---------------------- |
| 16 | Italia (bandiera)  | D     | Alessandro Beccia      |
| 16 | Italia (bandiera)  | C     | Alessandro Castellan   |
| 17 | Italia (bandiera)  | D     | Carlo Gervasoni        |
| 18 | Italia (bandiera)  | A     | Aniello Cutolo         |
| 18 | Italia (bandiera)  | C     | Luigi Pagliuca         |
| 20 | Italia (bandiera)  | C     | Alessio Ferrazza       |
| 21 | Italia (bandiera)  | C     | Nicola Iachemet        |
| 22 | Italia (bandiera)  | A     | Antimo Iunco           |
| 23 | Italia (bandiera)  | D     | Carlo Teodorani        |
| 24 | Italia (bandiera)  | D     | Marco Turati           |
| 26 | Italia (bandiera)  | C     | Marco Mancinelli       |
| 29 | Brasile (bandiera) | D     | Gladstone              |
| 32 | Italia (bandiera)  | C     | Martino Melis          |
| 46 | Italia (bandiera)  | P     | Enrico Rossi Chauvenet |
| 77 | Italia (bandiera)  | C     | Nico Pulzetti          |
| 81 | Italia (bandiera)  | C     | Stefano Bagalini       |
| 86 | Italia (bandiera)  | A     | Alberto Castioni       |
| 99 | Italia (bandiera)  | A     | Ferdinando Sforzini    |

## Calciomercato

### Sessione estiva(dall'1/7 al 31/8)
| Acquisti | Acquisti            | Acquisti    | Acquisti                         |
| R.       | Nome                | da          | Modalità                         |
| -------- | ------------------- | ----------- | -------------------------------- |
| D        | Alessandro Beccia   | Bassano     | prestito con diritto di riscatto |
| D        | Simone Bonomi       | Siena       | prestito con diritto di riscatto |
| D        | Mattia Cassani      | Juventus    | riscatto prestito                |
| D        | Fabio Gavarini      | Carrarese   | comproprietà                     |
| D        | Carlo Gervasoni     | Genoa       | risoluzione comproprietà         |
| D        | Luca Pinali         | Portogruaro | fine prestito                    |
| D        | Anthony Šerić       | Lazio       | fine prestito                    |
| D        | Carlo Teodorani     | Reggiana    | fine prestito                    |
| C        | Stefano Bagalini    | Reggiana    | definitivo                       |
| C        | Giuseppe Colucci    | Reggina     | fine prestito                    |
| C        | Alessio Ferrazza    | Lazio       | definitivo                       |
| C        | Vincenzo Italiano   | Genoa       | risoluzione comproprietà         |
| C        | Simon Laner         | Castelnuovo | prestito                         |
| C        | Francesco Lovatin   | Martina     | fine prestito                    |
| C        | Luca Matteassi      | Spezia      | fine prestito                    |
| C        | Gianni Munari       | Chievo      | comproprietà                     |
| C        | Luca Pace           | Portogruaro | fine prestito                    |
| C        | Luigi Pagliuca      | Spezia      | fine prestito                    |
| C        | Nico Pulzetti       | Cesena      | comproprietà                     |
| A        | Fabio Alterio       | Belluno     | fine prestito                    |
| A        | Salvatore Aurelio   | Genoa       | prestito con diritto di riscatto |
| A        | Marco Fummo         | Como        | fine prestito                    |
| A        | Julien Rantier      | Vicenza     | comproprietà                     |
| A        | Ferdinando Sforzini | Udinese     | prestito                         |

| Cessioni | Cessioni           | Cessioni      | Cessioni                         |
| R.       | Nome               | a             | Modalità                         |
| -------- | ------------------ | ------------- | -------------------------------- |
| P        | Federico Cecchini  | Salò          | prestito                         |
| P        | Luca Loschi        | Borgomanero   | prestito                         |
| D        | Didier Angan       | Grosseto      | definitivo                       |
| D        | Andrea Briglia     | Jesolo        | prestito                         |
| D        | Andrea Dossena     | Treviso       | comproprietà                     |
| D        | Davide Lorenzi     | Salò          | prestito                         |
| D        | Anthony Šerić      | Panathīnaïkos | definitivo                       |
| C        | Valon Behrami      | Genoa         | risoluzione comproprietà         |
| C        | Giuseppe Colucci   | Livorno       | prestito con diritto di riscatto |
| C        | Domenico De Simone | Catanzaro     | fine prestito                    |
| C        | Andrea Doardo      | Castelnuovo   | prestito                         |
| C        | Simon Laner        | Castelnuovo   | prestito                         |
| C        | Fabio Lorenzini    | Carrarese     | risoluzione comproprietà         |
| C        | Francesco Lovatin  | Carrarese     | comproprietà                     |
| C        | Luca Matteassi     | Novara        | prestito con diritto di riscatto |
| C        | Luca Nizzetto      | Olbia         | prestito                         |
| C        | Luca Pace          | Palazzolo     | definitivo                       |
| C        | Luigi Pagliuca     | Triestina     | definitivo                       |
| C        | Lionel Pizzinat    | Venezia       | definitivo                       |
| C        | Evans Soligo       | Palermo       | fine prestito                    |
| A        | Fabio Alterio      | Giugliano     | comproprietà                     |
| A        | Edoardo Artistico  | Latina        | svincolato                       |
| A        | Erjon Bogdani      | Reggina       | fine prestito                    |
| A        | Alberto Castioni   | Olbia         | prestito                         |
| A        | Andrea Cossu       | Cagliari      | prestito                         |
| A        | Marco Fummo        | Valenzana     | definitivo                       |
| A        | Davide Panizza     | Salò          | prestito                         |
| A        | Papa Waigo         | Cesena        | comproprietà                     |
| A        | Alessandro Rosina  | Parma         | fine prestito                    |

### Sessione invernale(dal 2/1 all'1/2)
| Acquisti | Acquisti               | Acquisti    | Acquisti                         |
| R.       | Nome                   | da          | Modalità                         |
| -------- | ---------------------- | ----------- | -------------------------------- |
| P        | Enrico Rossi Chauvenet | Venezia     | prestito                         |
| D        | Gladstone              | Juventus    | prestito                         |
| C        | Andrea Doardo          | Castelnuovo | fine prestito                    |
| C        | Luca Nizzetto          | Olbia       | fine prestito                    |
| A        | Aniello Cutolo         | Arezzo      | prestito con diritto di riscatto |
| A        | Craig Davies           | Oxford Utd  | definitivo                       |

| Cessioni | Cessioni          | Cessioni       | Cessioni      |
| R.       | Nome              | a              | Modalità      |
| -------- | ----------------- | -------------- | ------------- |
| D        | Alessandro Beccia | Bassano        | fine prestito |
| D        | Stefano Pastrello | Modica         | prestito      |
| C        | Stefano Bagalini  | Sambenedettese | prestito      |
| C        | Andrea Doardo     | CuoioCappiano  | prestito      |
| C        | Alessio Ferrazza  | Venezia        | prestito      |
| C        | Martino Melis     | Arezzo         | prestito      |
| C        | Luca Nizzetto     | Salò           | prestito      |

## Risultati

### Serie B

#### Girone di andata
| Verona 26 agosto 2005, ore 20:45 CEST 1ª giornata | Verona             | 0 – 0 referto | Avellino | Stadio Marcantonio Bentegodi (9 898 spett.)\| Arbitro: \| Tombolini (Ancona) \| |
| Arbitro:                                          | Tombolini (Ancona) |               |          |                                                                                 |

| Arbitro: | Gabriele (Frosinone) |

|                                       |           |                                  |
| Soncin 41’ Bernardini 45’ Bellini 80’ | Marcatori | 38’ (rig.) Adaílton 78’ Sforzini |

| Arbitro: | Stefanini (Prato) |

|  |           |                   |
|  | Marcatori | 29’, 77’ Adaílton |

| Arbitro: | Marelli (Como) |

|              |           |  |
| Adaílton 64’ | Marcatori |  |

| Rimini 21 settembre 2005, ore 20:30 CEST 6ª giornata | Rimini             | 0 – 0 referto | Verona | Stadio Romeo Neri (6 561 spett.)\| Arbitro: \| Pantana (Macerata) \| |
| Arbitro:                                             | Pantana (Macerata) |               |        |                                                                      |

| Verona 24 settembre 2005, ore 16:00 CEST 7ª giornata | Verona                    | 0 – 0 referto | Brescia | Stadio Marcantonio Bentegodi (8 799 spett.)\| Arbitro: \| Dondarini (Finale Emilia) \| |
| Arbitro:                                             | Dondarini (Finale Emilia) |               |         |                                                                                        |

| Arbitro: | Saccani (Mantova) |

|               |           |  |
| Cammarata 41’ | Marcatori |  |

| Arbitro: | Messina (Bergamo) |

|                                        |           |                 |
| Adaílton 13’ Gervasoni 15’ Rantier 53’ | Marcatori | 23’ Della Rocca |

| Arbitro: | Marelli (Como) |

|               |           |  |
| Gervasoni 81’ | Marcatori |  |

| Arbitro: | Racalbuto (Gallarate) |

|            |           |             |
| Turati 61’ | Marcatori | 47’ Roselli |

| Arbitro: | Bergonzi (Genova) |

|            |           |              |
| Bucchi 31’ | Marcatori | 23’ Adaílton |

| Verona 25 ottobre 2005, ore 20:30 CEST 12ª giornata | Verona              | 0 – 0 referto | AlbinoLeffe | Stadio Marcantonio Bentegodi (7 764 spett.)\| Arbitro: \| Giannoccaro (Lecce) \| |
| Arbitro:                                            | Giannoccaro (Lecce) |               |             |                                                                                  |

| Arbitro: | Herberg (Messina) |

|  |           |                                       |
|  | Marcatori | 53’ (rig.), 88’ Adaílton 60’ Italiano |

| Arbitro: | De Marco (Chiavari) |

|              |           |                   |
| Adaílton 46’ | Marcatori | 38’ (rig.) Guzmán |

| Arbitro: | Bertini (Arezzo) |

|  |           |            |
|  | Marcatori | 27’ Turati |

| Arbitro: | Trefoloni (Siena) |

|                        |           |            |
| Muzzi 77’ Stellone 81’ | Marcatori | 23’ Munari |

| Arbitro: | Girardi (San Donà di Piave) |

|              |           |                         |
| Adaílton 27’ | Marcatori | 53’ (rig.), 63’ Spinesi |

| Arbitro: | Giannoccaro (Lecce) |

|  |           |            |
|  | Marcatori | 55’ Munari |

| Arbitro: | Ayroldi (Molfetta) |

|                           |           |                             |
| Pulzetti 47’ Adaílton 57’ | Marcatori | 36’ Tarana 81’ (rig.) Poggi |

| Arbitro: | Morganti (Ascoli Piceno) |

|          |           |              |
| Maah 85’ | Marcatori | 16’ Sforzini |

| Arbitro: | De Marco (Chiavari) |

|             |           |                |
| Rantier 62’ | Marcatori | 18’ Papa Waigo |

#### Girone di ritorno
| Arbitro: | Banti (Livorno) |

|                      |           |              |
| Biancolino 6’ (rig.) | Marcatori | 71’ Sforzini |

| Arbitro: | De Santis (Tivoli) |

|  |           |             |
|  | Marcatori | 44’ Lazzari |

| Arbitro: | Paparesta (Bari) |

|                         |           |           |
| Bellucci 6’ (rig.), 83’ | Marcatori | 53’ Iunco |

| Arbitro: | Preschern (Mestre) |

|             |           |  |
| Rantier 85’ | Marcatori |  |

| Catanzaro 28 gennaio 2006, ore 16:00 CET 26ª giornata | Catanzaro              | n – d | Verona | Stadio Nicola Ceravolo\| Arbitro: \| P. Mazzoleni (Bergamo) \| |
| Arbitro:                                              | P. Mazzoleni (Bergamo) |       |        |                                                                |

| Arbitro: | Cassarà (Palermo) |

|                         |           |                              |
| Munari 48’ Sforzini 80’ | Marcatori | 2’ Moscardelli 65’ Ricchiuti |

| Arbitro: | Tombolini (Ancona) |

|                                            |           |                                    |
| Possanzini 43’, 86’ (rig.) Piangerelli 75’ | Marcatori | 36’ (rig.) Adaílton 90+3’ Italiano |

| Arbitro: | Dondarini (Finale Emilia) |

|            |           |           |
| Munari 17’ | Marcatori | 24’ Croce |

| Catanzaro 18 febbraio 2006, ore 16:00 CET 26ª giornata - Recupero | Catanzaro              | 0 – 0 referto | Verona | Stadio Nicola Ceravolo (6 000 spett.)\| Arbitro: \| P. Mazzoleni (Bergamo) \| |
| Arbitro:                                                          | P. Mazzoleni (Bergamo) |               |        |                                                                               |

| Arbitro: | M. Mazzoleni (Bergamo) |

|  |           |                                 |
|  | Marcatori | 48’ Rantier 81’ (rig.) Adaílton |

| Arbitro: | Herberg (Messina) |

|                                         |           |                            |
| Floro Flores 9’, 18’ (rig.), 63’ (rig.) | Marcatori | 80’ Italiano 83’ Gladstone |

| Arbitro: | Lops (Torino) |

|              |           |               |
| Adaílton 13’ | Marcatori | 86’ Chiappara |

| Bergamo 18 marzo 2006, ore 16:00 CET 33ª giornata | AlbinoLeffe     | 0 – 0 referto | Verona | Stadio Atleti Azzurri d'Italia (1 223 spett.)\| Arbitro: \| Banti (Livorno) \| |
| Arbitro:                                          | Banti (Livorno) |               |        |                                                                                |

| Arbitro: | M. Mazzoleni (Bergamo) |

|  |           |                            |
|  | Marcatori | 28’ Eliakwu 48’ Borgobello |

| Arbitro: | Tagliavento (Terni) |

|                             |           |           |
| Jeda 38’ (rig.) Šedivec 71’ | Marcatori | 17’ Iunco |

| Arbitro: | Dondarini (Finale Emilia) |

|             |           |                        |
| Comazzi 83’ | Marcatori | 8’ (rig.), 14’ Schwoch |

| Arbitro: | P. Mazzoleni (Bergamo) |

|  |           |              |
|  | Marcatori | 83’ Stellone |

| Catania 28 aprile 2006, ore 20:45 CEST 38ª giornata | Catania           | 0 – 0 referto | Verona | Stadio Angelo Massimino (16 325 spett.)\| Arbitro: \| Rizzoli (Bologna) \| |
| Arbitro:                                            | Rizzoli (Bologna) |               |        |                                                                            |

| Arbitro: | Bergonzi (Genova) |

|              |           |  |
| Sforzini 72’ | Marcatori |  |

| Mantova 13 maggio 2006, ore 16:00 CEST 40ª giornata | Mantova           | 0 – 0 referto | Verona | Stadio Danilo Martelli (11 123 spett.)\| Arbitro: \| Messina (Bergamo) \| |
| Arbitro:                                            | Messina (Bergamo) |               |        |                                                                           |

| Arbitro: | Giannoccaro (Lecce) |

|                                 |           |                              |
| Italiano 3’ Adaílton 59’ (rig.) | Marcatori | 6’ Santoruvo 54’ Vantaggiato |

| Arbitro: | Gava (Conegliano Veneto) |

|                                     |           |            |
| Salvetti 19’ (rig.) Ciaramitaro 46’ | Marcatori | 42’ Cutolo |

### Coppa Italia
| Arbitro: | Pantana (Macerata) |

|                           |           |  |
| Pulzetti 48’ Adaílton 59’ | Marcatori |  |

| Arbitro: | Paparesta (Bari) |

|                  |           |                       |
| Cacia 65’, 90+2’ | Marcatori | 90’ (aut.) Campagnaro |

## Statistiche

### Statistiche di squadra
| Competizione | Punti | In casa | In casa | In casa | In casa | In casa | In casa | In trasferta | In trasferta | In trasferta | In trasferta | In trasferta | In trasferta | Totale | Totale | Totale | Totale | Totale | Totale | D.R. |
| Competizione | Punti | G       | V       | N       | P       | Gf      | Gs      | G            | V            | N            | P            | Gf           | Gs           | G      | V      | N      | P      | Gf     | Gs     | D.R. |
| ------------ | ----- | ------- | ------- | ------- | ------- | ------- | ------- | ------------ | ------------ | ------------ | ------------ | ------------ | ------------ | ------ | ------ | ------ | ------ | ------ | ------ | ---- |
| Serie B      | 49    | 21      | 5       | 11      | 5       | 20      | 20      | 21           | 5            | 8            | 8            | 22           | 21           | 42     | 10     | 19     | 13     | 42     | 41     | +1   |
| Coppa Italia | -     | 1       | 1       | 0       | 0       | 2       | 0       | 1            | 0            | 0            | 1            | 1            | 2            | 2      | 1      | 0      | 1      | 3      | 2      | +1   |
| Totale       | 49    | 22      | 6       | 11      | 5       | 22      | 20      | 22           | 5            | 8            | 9            | 23           | 23           | 44     | 11     | 19     | 14     | 45     | 43     | +2   |

### Andamento in campionato
| Giornata  | 1 | 2  | 3  | 4 | 5 | 6 | 7 | 8  | 9 | 10 | 11 | 12 | 13 | 14 | 15 | 16 | 17 | 18 | 19 | 20 | 21 | 22 | 23 | 24 | 25 | 26 | 27 | 28 | 29 | 30 | 31 | 32 | 33 | 34 | 35 | 36 | 37 | 38 | 39 | 40 | 41 | 42 |
| --------- | - | -- | -- | - | - | - | - | -- | - | -- | -- | -- | -- | -- | -- | -- | -- | -- | -- | -- | -- | -- | -- | -- | -- | -- | -- | -- | -- | -- | -- | -- | -- | -- | -- | -- | -- | -- | -- | -- | -- | -- |
| Luogo     | C | T  | C  | T | C | T | C | T  | C | C  | T  | C  | T  | C  | T  | T  | C  | T  | C  | T  | C  | T  | C  | T  | C  | T  | C  | T  | C  | T  | T  | C  | T  | C  | T  | C  | C  | T  | C  | T  | C  | T  |
| Risultato | N | P  | V  | V | V | N | N | P  | V | N  | N  | N  | V  | N  | V  | P  | P  | V  | N  | N  | N  | N  | P  | P  | V  | N  | N  | P  | N  | V  | P  | N  | N  | P  | P  | P  | P  | N  | V  | N  | N  | P  |
| Posizione | 7 | 13 | 10 | 5 | 7 | 7 | 9 | 12 | 7 | 8  | 9  | 10 | 5  | 7  | 6  | 8  | 8  | 7  | 9  | 8  | 9  | 8  | 10 | 13 | 10 | 11 | 11 | 12 | 13 | 10 | 10 | 10 | 12 | 13 | 14 | 15 | 16 | 15 | 14 | 15 | 15 | 15 |

Legenda:

Luogo: C = Casa; T = Trasferta. Risultato: V = Vittoria; N = Pareggio; P = Sconfitta.

### Statistiche dei giocatori
Sono in corsivo i calciatori che hanno lasciato la società a stagione in corso.
| Giocatore          | Serie B  | Serie B | Serie B     | Serie B    | Coppa Italia | Coppa Italia | Coppa Italia | Coppa Italia | Totale   | Totale | Totale      | Totale     |
| Giocatore          | Presenze | Reti    | Ammonizioni | Espulsioni | Presenze     | Reti         | Ammonizioni  | Espulsioni   | Presenze | Reti   | Ammonizioni | Espulsioni |
| ------------------ | -------- | ------- | ----------- | ---------- | ------------ | ------------ | ------------ | ------------ | -------- | ------ | ----------- | ---------- |
| M. Adaílton        | 39       | 15      | 9           | 0          | 2            | 1            | 0            | 0            | 41       | 16     | 9           | 0          |
| S. Aurelio         | 28       | 0       | 2           | 0          | 2            | 0            | 1            | 0            | 30       | 0      | 3           | 0          |
| S. Bagalini        | 1        | 0       | 0           | 0          | 0            | 0            | 0            | 0            | 1        | 0      | 0           | 0          |
| A. Beccia          | 1        | 0       | 0           | 0          | -            | -            | -            | -            | 1        | 0      | 0           | 0          |
| D. Biasi           | 26       | 0       | 5           | 2          | 2            | 0            | 0            | 0            | 28       | 0      | 5           | 2          |
| S. Bonomi          | 29       | 0       | 10          | 1          | 1            | 0            | 0            | 0            | 30       | 0      | 10          | 1          |
| M. Cassani         | 41       | 0       | 6           | 0          | 2            | 0            | 0            | 0            | 43       | 0      | 6           | 0          |
| A. Castellan       | 0        | 0       | 0           | 0          | -            | -            | -            | -            | 0        | 0      | 0           | 0          |
| A. Castioni        | -        | -       | -           | -          | 2            | 0            | 1            | 0            | 2        | 0      | 1           | 0          |
| A. Comazzi         | 16       | 1       | 4           | 0          | -            | -            | -            | -            | 16       | 1      | 4           | 0          |
| A. Cutolo          | 5        | 1       | 1           | 0          | -            | -            | -            | -            | 5        | 1      | 1           | 0          |
| C. Davies          | 1        | 0       | 0           | 0          | -            | -            | -            | -            | 1        | 0      | 0           | 0          |
| A. Dossena         | -        | -       | -           | -          | 1            | 0            | 0            | 0            | 1        | 0      | 0           | 0          |
| A. Ferrazza        | 1        | 0       | 0           | 0          | -            | -            | -            | -            | 1        | 0      | 0           | 0          |
| M. Fornari         | 0        | 0       | 0           | 0          | -            | -            | -            | -            | 0        | 0      | 0           | 0          |
| C. Gervasoni       | 24       | 2       | 7           | 0          | 2            | 0            | 1            | 0            | 26       | 2      | 8           | 0          |
| Gladstone          | 7        | 1       | 1           | 0          | -            | -            | -            | -            | 7        | 1      | 1           | 0          |
| T. Guarente        | 4        | 0       | 1           | 0          | -            | -            | -            | -            | 4        | 0      | 1           | 0          |
| N. Iachemet        | 0        | 0       | 0           | 0          | -            | -            | -            | -            | 0        | 0      | 0           | 0          |
| V. Italiano        | 37       | 4       | 7           | 1          | 2            | 0            | 0            | 0            | 39       | 4      | 7           | 1          |
| A. Iunco           | 33       | 2       | 5           | 2          | 2            | 0            | 2            | 0            | 35       | 2      | 7           | 2          |
| L. Loschi          | -        | -       | -           | -          | 0            | 0            | 0            | 0            | 0        | 0      | 0           | 0          |
| M. Mancinelli      | 28       | 0       | 4           | 0          | -            | -            | -            | -            | 28       | 0      | 4           | 0          |
| L. Matteassi       | -        | -       | -           | -          | 1            | 0            | 0            | 0            | 1        | 0      | 0           | 0          |
| A. Mazzola         | 37       | 0       | 5           | 1          | 2            | 0            | 0            | 0            | 39       | 0      | 5           | 1          |
| M. Melis           | -        | -       | -           | -          | -            | -            | -            | -            | -        | -      | -           | -          |
| G. Munari          | 38       | 4       | 6           | 1          | -            | -            | -            | -            | 38       | 4      | 6           | 1          |
| L. Pagliuca        | -        | -       | -           | -          | 1            | 0            | 0            | 0            | 1        | 0      | 0           | 0          |
| G. Pegolo          | 39       | -35     | 8           | 0          | 2            | -2           | 0            | 0            | 41       | -37    | 8           | 0          |
| N. Pulzetti        | 30       | 1       | 2           | 1          | 2            | 1            | 0            | 0            | 32       | 2      | 2           | 1          |
| J. Rantier         | 39       | 4       | 3           | 0          | -            | -            | -            | -            | 39       | 4      | 3           | 0          |
| E. Rossi Chauvenet | 0        | 0       | 0           | 0          | -            | -            | -            | -            | 0        | 0      | 0           | 0          |
| F. Sforzini        | 35       | 5       | 7           | 0          | -            | -            | -            | -            | 35       | 5      | 7           | 0          |
| C. Teodorani       | 20       | 0       | 5           | 1          | 1            | 0            | 0            | 0            | 21       | 0      | 5           | 1          |
| M. Turati          | 22       | 2       | 3           | 1          | 0            | 0            | 0            | 0            | 22       | 2      | 3           | 1          |
| J. Vanstrattan     | 3        | -6      | 0           | 0          | 0            | 0            | 0            | 0            | 3        | -6     | 0           | 0          |